# مايلز كان
مايلز كان (بالإنجليزية: Myles Kane)‏ هو موسيقي ومنتج أفلام أمريكي، ولد في 1979.

## وصلات خارجية
- مايلز كان على موقع IMDb (الإنجليزية)
- مايلز كان على موقع ميتاكريتيك (الإنجليزية)
- مايلز كان على موقع روتن توميتوز (الإنجليزية)
- مايلز كان على موقع ميوزك برينز (الإنجليزية)
- مايلز كان على موقع أول موفي (الإنجليزية)
- مايلز كان على موقع قاعدة بيانات الفيلم (الإنجليزية)
- مايلز كان على موقع كينوبويسك (الروسية)